# International Guild of Professional Butlers
International Guild of Professional Butlers är en organisation i Valkenburg aan de Geul i Nederländerna. Deras tjänster omfattar bland annat rekrytering och utbildning av privat hushållspersonal, som butlers, kockar och kokerskor, med mera.
Man delar också ut priset "Årets butler".